# 2-ピロン-4,6-ジカルボン酸ラクトナーゼ
2-ピロン-4,6-ジカルボン酸ラクトナーゼ (2-pyrone-4,6-dicarboxylate lactonase, EC 3.1.1.57) は、次の化学反応を可逆的に加水分解する酵素である。
2-ピロン-4,6-ジカルボン酸 + H2O {\displaystyle \rightleftharpoons } 4-カルボキシ-2-ヒドロキシヘキサ-2,4-ジエン二酸 {\displaystyle \rightleftharpoons } 4-オキサロメサコン酸
したがって、この酵素の基質は、2-ピロン-4,6-ジカルボン酸と水、生成物は4-オキサロメサコン酸と4-カルボキシ-2-ヒドロキシムコン酸の互変異性体の混合物である。
この酵素はアミドヒドロラーゼの酵素に属し、Cluster of Orthologous Groups(COG)3618を構成する。系統名は2-pyrone-4,6-dicarboxylate lactonaseであるが、LigIとしても知られる。この酵素は、シリンガ酸分解経路とプロトカテク酸 4,5-開裂経路におけるリグニン由来芳香族化合物の代謝において重要な役割を果たす。
スフィンゴモナス由来のLigIは、二価の金属カチオンを酵素活性に必要としない初めて発見されたアミドヒドロラーゼとして特に重要である。

## 反応機構
LigIの触媒反応機構は、結晶学とNMR分析により明らかになっている。具体的には、加水分解を起こす水分子がAsp-248へのプロトン移動によって活性化され、2-ピロン-4,6-ジカルボン酸(PDC)ラクトンのカルボニル基はHis-180、His-31およびHis-33と水素結合による相互作用で活性化される。